# Текнау
Текнау (нім. Tecknau) — громада  в Швейцарії в кантоні Базель-Ланд, округ Зіссах.

## Географія
Громада розташована на відстані близько 65 км на північний схід від Берна, 12 км на схід від Лісталя.
Текнау має площу 2,3 км², з яких на 16,4% дозволяється будівництво (житлове та будівництво доріг), 24,4% використовуються в сільськогосподарських цілях, 58% зайнято лісами, 1,3% не є продуктивними (річки, льодовики або гори).

## Демографія
2019 року в громаді мешкало 839 осіб (+2,4% порівняно з 2010 роком), іноземців було 28,5%. Густота населення становила 359 осіб/км².
За віковим діапазоном населення розподілялося таким чином: 19,9% — особи молодші 20 років, 61,5% — особи у віці 20—64 років, 18,6% — особи у віці 65 років та старші. Було 343 помешкань (у середньому 2,4 особи в помешканні).
Із загальної кількості 148 працюючих 9 було зайнятих в первинному секторі, 96 — в обробній промисловості, 43 — в галузі послуг.